# Siège d'Oran (1556)

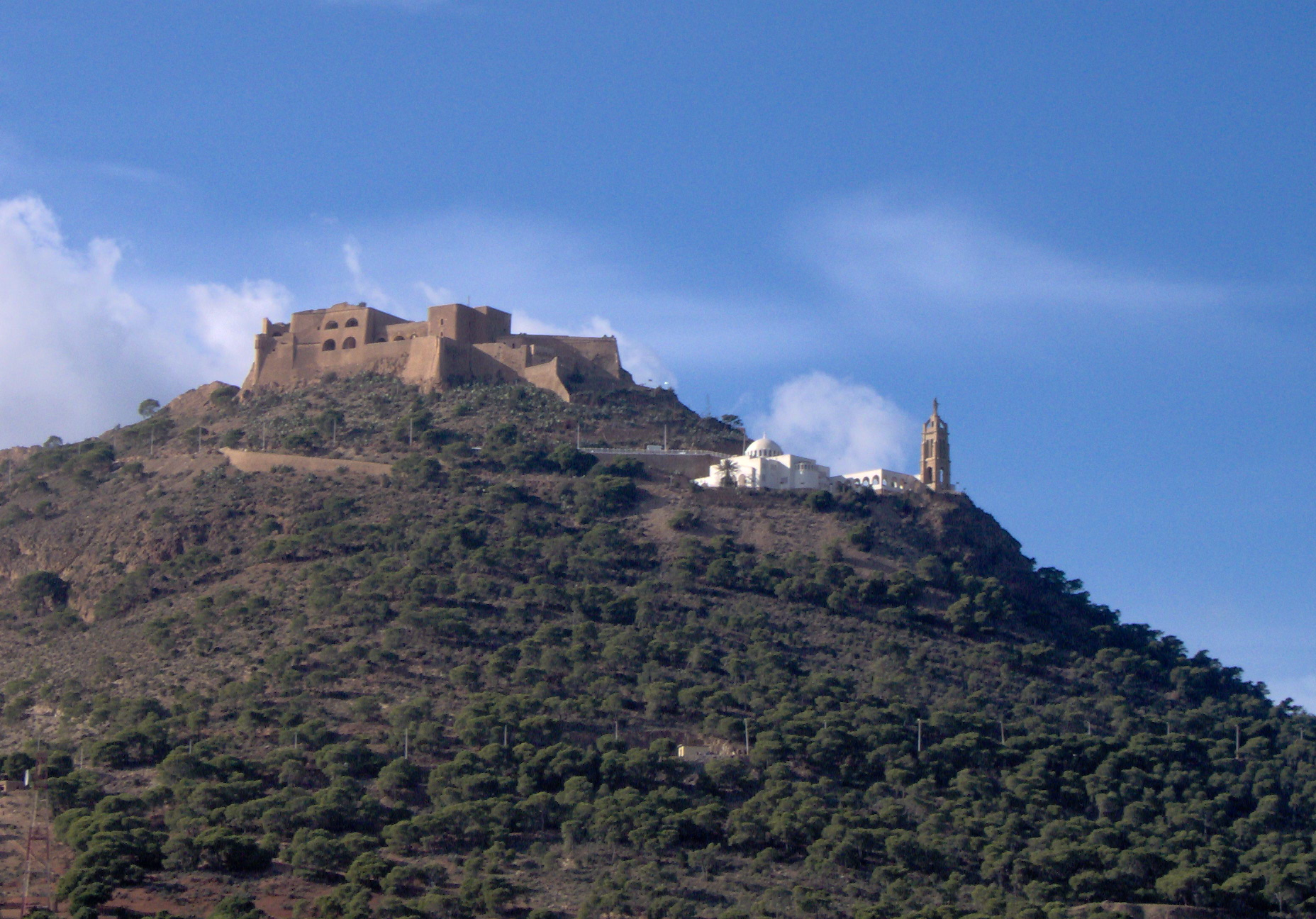
Fort Santa Cruz d'Oran, bastion espagnol protégeant la ville

Le siège d'Oran s'est déroulé en 1556, quand l'armée ottomane d'Alger a assiégé la garnison espagnole d'Oran. Le siège, par terre et par mer, a échoué et a dû être levé au mois d'août 1556 car la flotte ottomane, de 40 galères, a été rappelée dans l'est de la Méditerranée.
La flotte ottomane était commandée par le pacha Ali Portuco, mais mise sous la protection de Salah Reïs, un amiral expérimenté qui avait servi plusieurs campagnes au côté de Khayr ad-Din Barberousse. La place forte espagnole était quant à elle commandée par le gouverneur local, le comte d’Alcaudete.
Pendant que les Ottomans étaient occupés au siège, les Marocains, qui étaient alliés aux Espagnols, ont occupé la ville de Tlemcen.